# Glass (canção)
"Glass" é o segundo single do cantor japonês Ryuichi Kawamura, lançando em 23 de abril de 1997 pela Gai Records (Victor Entertainment). Foi usada como música tema do programa de televisão Beat Takeshi no TV Tackle (ビートたけしのTVタックル). Em uma pesquisa de popularidade das canções do cantor conduzida pelo site Netorabo em 2023, "Glass" ficou em primeiro lugar.

## Desempenho comercial
Chegou ao segundo lugar da Oricon Singles Chart, ficou na parada por vinte e nove semanas e é o single mais vendido de Kawamura. Foi certificado milhão pela RIAJ e se tornou o 15° single mais vendido em 1997 no Japão, com 1,011,350 cópias contabilizadas, segundo a Oricon.

## Faixas
| N.º            | Título                  | Duração |  |
| 1.             | "Glass"                 | 4:10    |  |
| 2.             | "Kiss"                  | 4:24    |  |
| 3.             | "Glass" (flute version) | 4:26    |  |
| Duração total: | Duração total:          | 13:01   |  |